# Pirotan
Pirotan (auch Pirothan, Gujarati: પિરોતન, Hindi: पिरोतन, Pirotan) ist eine Insel im Arabischen Meer und Teil des Marine National Park des Distrikts Jamnagar, Gujarat in Indien. Sie liegt etwa 12 km vor der Küste Indiens in Nähe der Hafenstadt Bedi. Die Nachbarinsel Rozi liegt etwa 10 km südöstlich. Die Insel gehört zu einem 42 Inseln umfassenden Schutzgebiet, zu dem Besucher nur mit seltenen Ausnahmegenehmigungen Zutritt bekommen.

## Geschichte

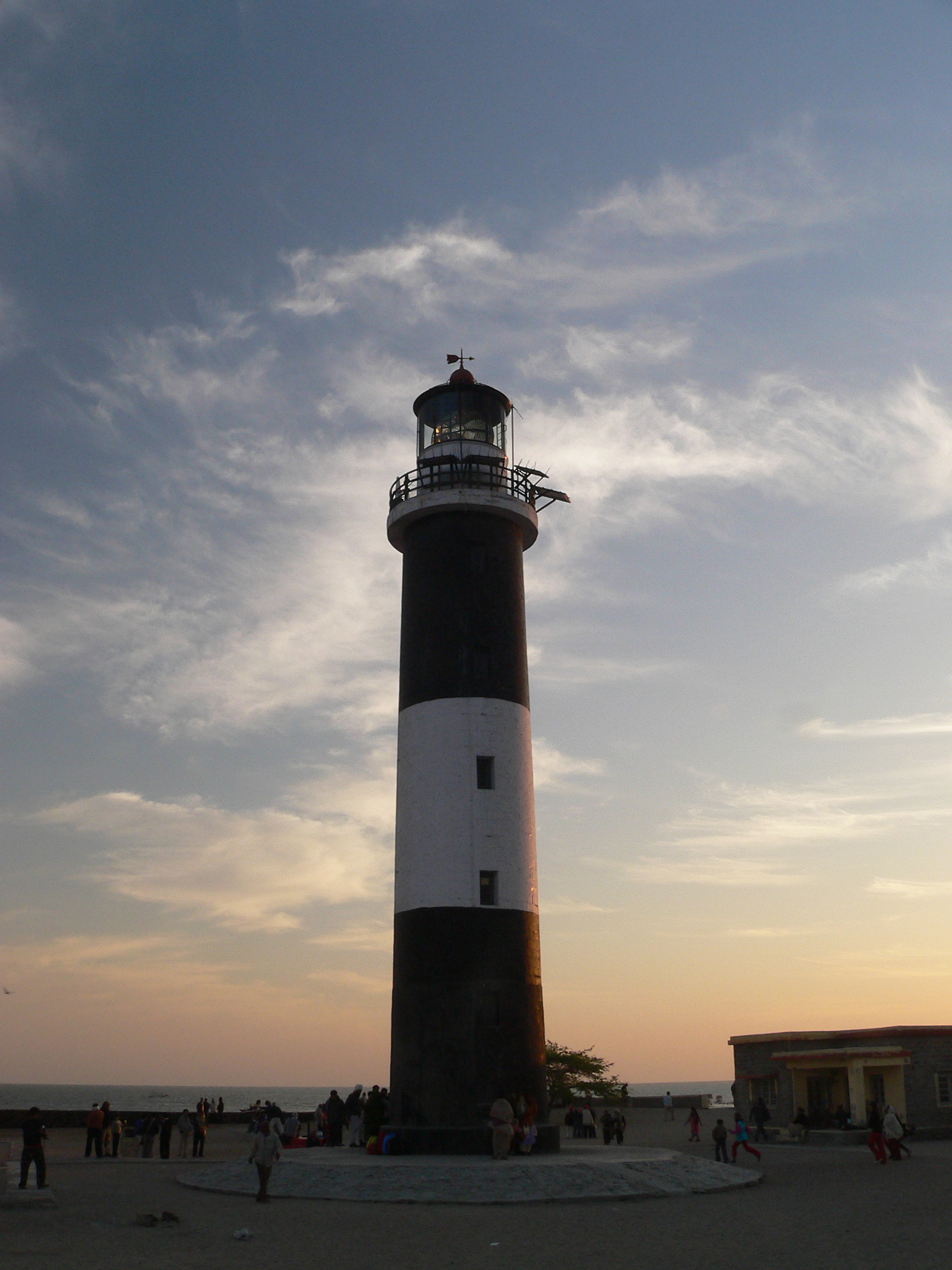
Der Leuchtturm

Ursprünglich war die Insel unter dem Namen Pir jo thaan bekannt, was so viel wie Ort des heiligen Khwaja Khizer Alaihisalaam bedeutet. Davon zeugt noch heute ein Schrein, der ihm zu Ehren errichtet wurde. 
1867 wurde auf der Insel ein Flaggenmast installiert, um vorbeifahrenden Schiffen die Navigation zu erleichtern. 1898 wurde dieser dann durch einen 21 m hohen Leuchtturm ersetzt, der 1955–1957 schließlich durch einen 24 m hohen neuen Turm überbaut wurde, den man noch heute besichtigen kann. 1996 wurden die Solarzellen installiert, die alten Dieselgeneratoren dienen heute lediglich als Notstromaggregate. 

## Flora und Fauna

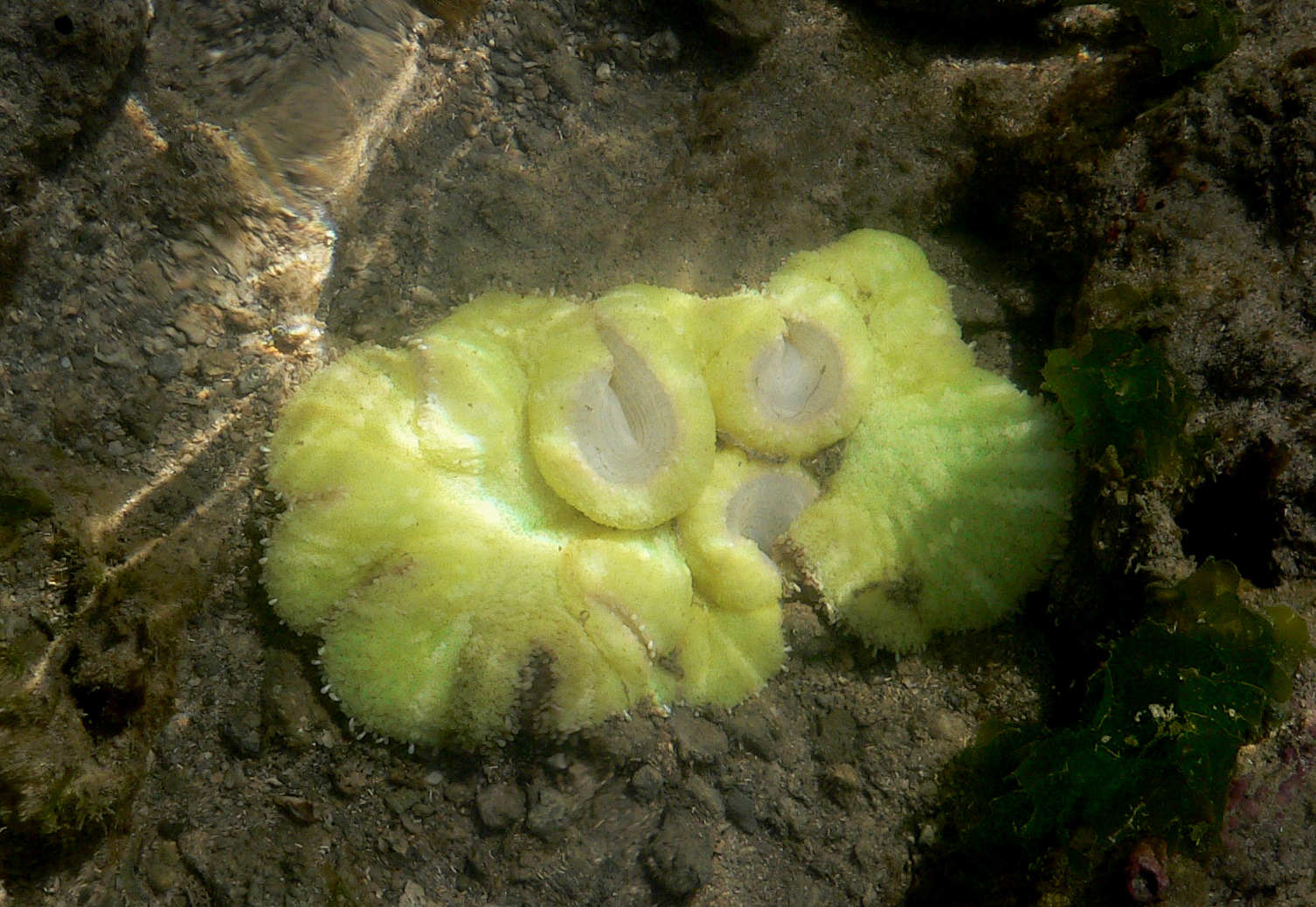
Fluoreszierende Mertens Anemone

Kennzeichnend für Pirotan sind Mangroven und lange Sandstrände. Insbesondere die Mangrovenarten Rhizophora, Avicennia und Ceriops findet man hier. Auf der Insel selbst, den Nachbarinseln und im Meer findet sich eine an Arten reiche Tierwelt: Seepferdchen, Anemonen, Oktopusse, Flamingos, Möwen, Seeschlangen, Seeigel und verschiedenste Arten von Krabben. 
1982 wurden die Insel, die Nachbarinseln und 3 km² Korallenriffe zum ersten maritimen Nationalpark Indiens erhoben.

## Bevölkerung und Tourismus
Nur wenige Menschen leben dauerhaft auf der Insel. Dazu gehören die Parkverwaltung, das Personal des Leuchtturmes und der Mujhavar des Schreins von Khwaja Khizer.
Die Verwaltung des Schutzgebietes stellt nur selten Lizenzen für den Besuch der Insel aus. Zudem sind diese nur für einen Tagesaufenthalt gültig. Die Anfahrt auf das Eiland dauert etwa eine 1½ Stunden und kann aufgrund des notwendigen Wasserstandes zum Anlanden nur während der Flut erfolgen.